# Guglielmo Tornielli
Guglielmo Tornielli (Novara, ... – Novara, 21 maggio 1171) è stato un vescovo cattolico italiano.

## Biografia
Guglielmo Tornielli era un membro della nobile famiglia novarese dei Tornielli, che diede numerosi ecclesiastici e vescovi alla città.
Nominato canonico della Cattedrale di San Gaudenzio il 5 novembre 1150, il 3 novembre 1153 fu eletto vescovo della medesima sede dopo un periodo di vacanza dell'episcopato.
Durante il suo episcopato ospitò a Novara Federico Barbarossa nell'ambito della sua prima discesa in Italia, per fronteggiare l'opposizione dei comuni lombardi al dominio imperiale, ma si dimise dalla cattedra episcopale nel 1162 per anzianità, continuando ad ogni modo a ricoprire il ruolo di canonico della cattedrale novarese sino al giorno della propria morte, avvenuta il 21 maggio 1171.
Nei documenti della Cattedrale di Novara il suo nome è indicato con inchiostro rosso, segno inequivocabile dell'importanza della sua figura nella storia della diocesi novarese.